# 森翼 (水球)
森 翼（もり つばさ、1991年10月18日 - ）は、日本の女子水球選手。水球女子日本代表。福岡県出身、びわこ成蹊スポーツ大学大学院修了。CNCウォーターポロクラブびわこ所属。

## 略歴
2014年9月、日本代表として韓国仁川で開かれたアジア大会に出場し銀メダル獲得。

## 参考資料
1. 1 2  “仁川アジア競技大会2014 ＞ 日本代表選手団 ＞ 森 翼”.   2014 JAPANESE OLYMPIC COMMITTEE. 2020年8月10日閲覧。
2. 1 2  “Profile - MORI Tsubasa” (英語).   2014年仁川亞運會官方網站. 2014年10月2日時点のオリジナルよりアーカイブ。2020年8月10日閲覧。